# Клік: З пультом по життю
«Клік: З пультом по життю» (англ. Click, досл. «клац») — американський фантастичний трагікомедійний фільм режисера Френка Корачі, сценаристів Стіва Корена та Марка О'Кіфа і продюсера Адама Сендлера. У фільмі знімалися Адам Сендлер, Кейт Бекінсейл і Крістофер Вокен.
Сендлер грає перевантаженого життям архітектора, який нехтує своєю сім'єю. Коли він здобуває універсальний пульт, що дозволяє йому прокручувати неприємні або безпосередньо нудні деталі своєї життєвої лінії, він незабаром дізнається, що ці, здавалося б, погані моменти насправді є надзвичайно важливими частинами уроків життя.
Світова прем'єра відбулась 22 червня 2006 року. Дітям до 13 років перегляд не бажаний. Фільм вийшов в Сполучених Штатах 23 червня 2006 року, дистриб'ютор — Columbia Pictures. Знімання почали наприкінці 2005 року і були завершені на початку 2006. Фільм номінований на премію «Оскар» за найкращий грим і зачіски.

## Сюжет
Майкл Ньюмен — успішний архітектор, кар'єра якого на першому місці і не залишає часу для його коханої дружини Донни і двох дітей. Абсолютно зневірившись, він, одним нічним непримітним вечором вмикає телевізор і купує в TV-SHOP пульт віддаленого управління, який, як виявилося згодом, володіє магічною силою — натискуючи на певні кнопки, з його допомогою, можна здійснювати подорожі в потрібний тобі час. Але серце людини легко розбестити і молодий архітектор розгублюється і абсолютно втрачає відчуття часу. Накопичивши власну пам'ять, пульт починає сам керувати швидкістю перемотування і вибором моменту життя. Іграшка перестає розважати і перетворюється на небезпечну зброю, спрямована проти її ж власника.

## В ролях
- Адам Сендлер — Майкл Ньюман
- Кейт Бекінсейл — Донна
- Крістофер Вокен — Морті
- Девід Хассельхофф — Еммер
- Генрі Вінклер — Тед
- Джулія Кавнер — Труді
- Шон Астін — Білл
- Джона Гілл — Бен
- Кеті Кессіді — Саманта
- Кемерон Монеген — Кевін О'Дойл
- Дженніфер Кулідж — Жанін
- Софі Монк — Стейсі
- Джеймс Ерл Джонс — оповідач з минулого Майкла
- Нік Свардсон — продавець
- Долорес О'Ріордан

## Саундтрек
1. The Cars — «Magic»
2. The Kinks — «Do It Again»
3. The Offspring — «Come Out and Play»
4. Gwen Stefani — «Cool»
5. Керол Кінг — «I Feel the Earth Move»
6. Irving Gordon — «Be Anything (but Be Mine)»
7. Parliament — «Give Up the Funk (Tear the Roof off the Sucker)»
8. Boots Randolph — «Yakety Sax»
9. Walter Wanderley — «Summer Samba»
10. Peter Frampton — «Show Me the Way (Peter Frampton song)»
11. Captain & Tennille — «Love Will Keep Us Together»
12. Toto — «Hold the Line»
13. T. Rex — «20th Century Boy»
14. Tears for Fears — «Everybody Wants to Rule the World»
15. Nazareth — «Love Hurts»
16. The Andrea True Connection — «More, More, More»
17. Loverboy — «Working for the Weekend»
18. The Cranberries — «Linger»
19. Френк Сінатра — «I'm Gonna Live Till I Die»
20. The Strokes — «Someday»
21. Ric Ocasek — «Feelings Got to Stay»
22. Jimmy Van Heusen — «Call Me Irresponsible»
23. U2 — «Ultraviolet (Light My Way)»
24. Air Supply — «Making Love Out of Nothing at All»
25. New Radicals — «You Get What You Give»

## Нагороди і номінації
| Рік  | Результат | Нагорода або фестиваль       | Категорія                  | Примітки                      |
| ---- | --------- | ---------------------------- | -------------------------- | ----------------------------- |
| 2006 | Номінація | Teen Choice Awards           | Найкраща комедія           |                               |
| 2006 | Номінація | Teen Choice Awards           | Кіно літа (комедія)        |                               |
| 2006 | Номінація | Teen Choice Awards           | Найкращий комедійний актор | Адам Сендлер                  |
| 2006 | Номінація | Teen Choice Awards           | Найкраща «хімія в кадрі»   | Адам Сендлер і Кейт Бекінсейл |
| 2006 | Номінація | Teen Choice Awards           | Choice Hissy Fit           | Адам Сендлер                  |
| 2007 | Номінація | Премія «Оскар»               | Найкращий грим             |                               |
| 2007 | Перемога  | Kids' Choice Awards          | Улюблений актор            | Адам Сендлер                  |
| 2007 | Номінація | Kids' Choice Awards          | Улюблений фільм            |                               |
| 2007 | Номінація | MTV Movie Awards             | Найкраща комедійна роль    | Адам Сендлер                  |
| 2007 | Номінація | Motion Picture Sound Editors | Найкращий монтаж звуку     |                               |
| 2007 | Перемога  | People's Choice Awards       | Улюблена кінокомедія       |                               |

## Цікаві факти
- У фільмі згадується, що в 2017 році Майкл Джексон першим клонував сам себе, хоча до того часу він вже помре. Хоча, коли фільм зняли і показали, Джексон був ще живий.
- У фільмі згадується, що в 2017 році Брітні Спірс народила 23 дитину і її чоловік нарешті пішов працювати.
- «Клік: З пультом по життю» — один з фільмів, спародійованих в комедії США «Дуже епічне кіно».